# Elvis Amoroso
Elvis Eduardo Hidrobo Amoroso (Cagua, 4 agosto 1963) è un politico venezuelano.
Il 24 agosto 2023 è stato nominato dall'Assemblea Nazionale del Venezuela rettore principale e presidente del Consiglio Elettorale Nazionale.
In precedenza, nell'agosto 2017 era stato eletto primo vicepresidente dell'Assemblea Nazionale Costituente fino alla fine di ottobre dello stesso anno, diventandone il secondo vicepresidente, carica che avrebbe ricoperto per un anno. È stato anche deputato all'Assemblea Nazionale per il Partito Socialista Unito del Venezuela.